# Psychotria papantlensis
Psychotria papantlensis là một loài thực vật có hoa trong họ Thiến thảo. Loài này được (Oerst.) Hemsl. miêu tả khoa học đầu tiên năm 1881.